# Minervina
Minervina est la concubine ou la première épouse du futur empereur Constantin, ensuite officiellement marié en 307 avec Fausta. Les historiens antiques n'ont donné que très peu d'informations sur Minervina, sinon qu'elle est la mère de Crispus, fils aîné de Constantin.

## Biographie
Minervina est en couple avec Constantin et eut un fils Crispus. Lorsque Constantin désira resserrer les liens avec les autres tétrarques en 307, il se sépara de Minervina et épousa Fausta, la fille de Maximien. Les historiens, qu'ils soient anciens ou modernes, sont partagés sur le statut matrimonial de Minervina, beaucoup la considérant comme une simple concubine.